# Canal da Dalslândia
O canal da Dalslândia (em sueco: Dalslands kanal; ouça a pronúncia) é um canal de 250 km, com 31 eclusas. Este canal liga o lago Vänern aos lagos das províncias históricas da Dalsland e da Värmland, entrando até na Noruega.

Foi construído no século XIX para facilitar o transporte do ferro extraído nas minas da Värmland para as siderurgias da Dalsland, assim como para o escoamento dos produtos da indústria madeireira, e ainda para facilitar os transportes das populações locais. 
Hoje em dia é uma atração turística no verão, procurada por velejadores e canoístas.

## Ligações exteriores
- Canal da Dalsland (em sueco e inglês)